# Cappella Giulia
La Cappella Giulia o Capilla Musical de la Sacrosanta Basílica Papal de San Pedro en Vaticano es el coro encargado de acompañar musicalmente las ceremonias celebradas en San Pedro que no son presididas por el Santo Padre (En las cuales, en cambio, interviene la Cappella Musicale Pontificia Sistina) y de interpretar en canto gregoriano y polifónico los textos musicales previstos en la liturgia, con el fin de conferir a dichas celebraciones un adecuado esplendor y solemnidad.
La Capilla Musical es dirigida actualmente por el maestro P. Jafet R. Ortega Trillo, OSA.

## Historia
La Cappella Giulia fue fundada en el siglo V por el papa Gregorio Magno y reorganizada por el papa Julio II (de donde viene el nombre) en 1513, último año de su pontificado. Inicialmente intervenía cotidianamente en San Pedro tanto en las Horas Canónicas como en las Misa, en las Vísperas y, en ocasiones particulares, en otras iglesias de Roma. Durante las procesiones solemnes o en las litúrgias especiales de Pascua y de Navidad la Cappella Giulia y la Cappella Sistina podían asistir juntas, aunque interviniendo en modo distinto.
La Cappella Giulia fue posteriormente disuelta en 1980 y sustituida provisoriamente con un coro dirigido por Monseñor Pablo Colino (Maestro ad nutum) para continuar las funciones principales de la precedente. Este nuevo coro fue bautizado con el nombre de Capilla Musical de la Sacrosanta Patriarcal Basílica Vaticana y, a diferenza de la precedente Cappella, las voces blancas de los Pueri Cantores fueron sustituidas con las voces femeninas, las cuales intervenían en las festividades mayores (Pascua, Navidad y Santos Pedro y Pablo).
En el 2006 se ha decidido reorganizar dicha Cappella, manteniendo la especificidad de las voces femeninas. Actualmente, la misma se denomina Capilla Musical de la Sacrosanta Basílica Papal de San Pedro en Vaticano, con la inserción de la particularidad que las mayores basílicas católicas tienen de ser papales antes que patriarcales.
Entre los magistri cantorum más ilustres se recuerdan nombres como Giovanni Pierluigi da Palestrina (del 1551 al 1554 y del 1571 al 1594), Giovanni Animuccia, Francesco Soriano, Orazio Benevoli, Nicolò Iommelli, Domenico Scarlatti. Los más recientes directores de la Cappella Giulia han sido el maestro Armando Renzi y Mons. Pablo Colino (del 1980 al 2006).

## La Cappella Giulia en el 1577
Magister cantorum: Giovanni Pierluigi da Palestrina
Magister cappellae: Guidobaldo Manzo
Organista: Marco Houterman
Magister grammaticae: Dionisio Malatesta
- Bassus

Francesco Brino, senensis
Tarquino Malfi
Annibale Pietrasanta
- Tenor

Giovanni Battista Jacobelli
Alessandro Pettorini, romano
Pietro Passaggi
Giovanni Tommaso Lambertini, bolognese
- Altus

Don Pietro Ferreri, da Signia
Tommaso Benigni
Annibale Giovannini
Nicolò Fiamengo
- Cantus

Jacobo Latebre
Fabrizio Ardini
Onofrio Gualfreducci
Michele Vannj
Benedetto da Tivoli
Felice Anerio (1560 - 1614) - Soprano del 1575 al 1577 - Altus del 1577 al 1579; ganaba un salario de 4 Escudos mensuales
Los "Pueri" ganaban 2,5 - 3 escudos mensuales
Los "Chantores" adultos ganaban 7 escudos mensuales
El "Magister Grammaticae" ganaba un salario mensual de 2 escudos
El "Magister Capellæ" (prefecto-administrador) ganaba 6 escudos mensuales
El "Magister Cantorum" (Mtro. Palestrina) ganaba inicialmente 8,33 escudos, hasta llegar a 15 escudos mensuales
La " Cappella Giulia " "costaba" a la administración Papal alrededor de 820 Escudos al año.
El orgánico estándar era de: 4 bajos, 4 tenores, 4 altos (12), 6 sopranos pueri chantores.
Total:
18 elementos para la polifonía a doble coro (2B, 2T, 2A, 3S + 2B, 2T, 2A, 3S); para las festividades importantes, 9 elementos - turnos diarios -; para las composiciones a 4 voces (2B, 2T, 2A, 3S) más 6 Capellanes (para el Gregoriano).